# Маамгос
Маамгос — одна из вершин Бокового хребта, расположенного на Большом Кавказе. Маамгос располагается на юге Ингушетии, на границе Грузии и России. Гора имеет высоту 3869 м и располагается неподалёку от вершины Чимгисмагали, имеющей высоту 4257 м.